# ایستگاه راه‌آهن تربیت معلم
ایستگاه راه‌آهن تربیت معلم در حاشیهٔ شمالی آذرشهر و حاشیهٔ جنوبی ممقان در استان آذربایجان شرقی واقع شده‌است. این ایستگاه که تحت مالکیت شرکت راه‌آهن جمهوری اسلامی ایران قرار دارد، عمدتاً به دانشجویان، کارکنان و استادان دانشگاه شهید مدنی آذربایجان خدمات‌رسانی می‌کند و به نام دانشگاه نام‌گذاری شده‌است.